# Atractosoma furcilliferum
Atractosoma furcilliferum är en mångfotingart som först beskrevs av Karl Wilhelm Verhoeff 1897.  Atractosoma furcilliferum ingår i släktet Atractosoma och familjen knöldubbelfotingar. Inga underarter finns listade i Catalogue of Life.